# Kerckhoff
De familie Kerckhoff  is een Vlaams geslacht van orgelbouwers.
Het is vooral Emile die bekend wordt als bouwer, hij gaat in de leer op jonge leeftijd als zijn vader overlijdt.

## Familie

### Rogier-Joseph Kerckhoff (1816-1873)
Stamvader, leerde de stiel bij de Familie Loret hij werd geboren in Nederland in 1816 en overleden te Schaarbeek in 1873; hij kreeg 8 kinderen, de bekendste is Jean-Emile Kerckhoff, die zijn vader opvolgt.

### Jean-Emile Kerckhoff (1859-1921)
Jean-Emile (Laken 01-03-1859-Schaarbeek 17-04-1921), vervolmaakte zich bij Pierre Schyven, te Brussel en vestigde zich in Schaarbeek in een herenhuis met groot atelier, waarvan de inboedel in 1970 aan het Instrumentenmuseum te Brussel geschonken is. Hij fabriceerde zijn eigen pijpwerk en was ook te vinden voor de mechanische vooruitgang van de tractuur.

### Emile-Henri Kerckhoff (1887-1956)
Als zoon van Jean Emile, wordt hij zowat verplicht om de traditie voort te zetten; hij wordt o.a. naar het buitenland gestuurd om zijn kennis in de orgelbouw te perfectioneren, zijn missie wordt onderbroken door de oorlog. Gemobiliseerd, bereikt hij Frankrijk waar hij Debierre van Nantes en andere orgelbouwers uit het Noorden zal ontmoeten. Na de oorlog neemt hij het atelier van zijn vader over. Hij zal harmoniums en meerdere instrumenten vervaardigen voor kerken, bioscopen (3 in Luik) en het theater van de Brusselse Galerijen. Als orgelbouwer is hij niet zo productief als zijn vader.

## Opus
- tussen 1890 en 1900: een orgel voor de "Salle des Concerts Artistiques" in Brussel, in 1925 door Jules Anneessens in de Sint-Martinuskerk van Moorslede geplaatst[2]
- 1901: Oostende, Sint-Jozefskerk, in 1936 omgebouwd door Jules Anneessens
- 1906: Maastricht, kapel van het ziekenhuis Calvariënberg (in 1982 verplaatst naar de Onze-Lieve-Vrouw-van-Lourdeskerk, eveneens in Maastricht)
- 1907: Schaarbeek, Koninklijke Heilige Mariakerk[3]
- 1909: Brussel, Kerk van het Heilig Hart[4]
- 1917: Schaarbeek, Sint-Elisabethkerk[5]

Zonder jaartal:
- Brugge, Minderbroederskerk
- Leuven, Predikherenkerk
- Izegem, kapucijnenkerk

Familie Anneessens · Charles Anneessens · Jules Anneessens · Pieter-Hubertus Anneessens · Frans Boon · Arnold Clerinx · George Cloetens · Gebroeders Decap Antwerpen · Frans Decap · Delhaye · Familie Delmotte · De Volder · Philippe Forrest · Hooghuys · Kerckhoff · Loncke · Loret (familie) · Leo Lovaert · Mortier · Joris Potvlieghe · Pierre Schyven · Theodoor Smet · Gebroeders Van Bever · Pieter-Adam Van Dinter · Charles Louis Vanhoutte · Van Peteghem · Familie Verbeeck · Vereecken · Wim Winters